# Orchipedum
Orchipedum — род многолетних наземных симподиальных травянистых растений семейства Орхидные (Orchidaceae).
Все виды рода Orchipedum входят в Приложение II Конвенции CITES. Цель Конвенции состоит в том, чтобы гарантировать, что международная торговля дикими животными и растениями не создаёт угрозы их выживанию.

## Синонимы
По данным Королевских ботанических садов в Кью:
- Queteletia Blume, 1859
- Philippinaea Schltr. & Ames in O.Ames, 1920

## Виды
По данным Королевских ботанических садов в Кью:
- Orchipedum echinatum Aver. & Averyanova, 2006
- Orchipedum plantaginifolium Breda, 1827
- Orchipedum wenzelii (Ames) J.J.Sm., 1934